# Колос (Лазірки)
Футбольний клуб «Колос» Лазірки — український аматорський футбольний клуб із села Лазірки Оржицького району Полтавської області, заснований у 1956 році. Виступає у Чемпіонаті та Кубку Полтавської області. Домашні матчі приймає на однойменному стадіоні.
Заснований у 1956 році як «Колгоспник». У 1969 році перейменований на «Колос».

## Досягнення
- Чемпіонат Полтавської області
  - Срібний призер: 2016, 2017, 2018